# 菲爾卡爾湖
54°36′30″N 89°48′00″E / 54.60833°N 89.80000°E
菲爾卡爾湖（俄语：Фыркал），是俄羅斯的湖泊，位於該國南部哈卡斯共和國，由希拉區負責管轄，面積8.7平方公里，海拔高度411.3米，湖岸線長度17.5公里。